# Kitoj
Il Kitoj (in russo Китой?; in lingua buriata: Хүти гол) è un fiume della Russia siberiana orientale (Oblast' di Irkutsk e Repubblica Autonoma della Buriazia), affluente di sinistra dell'Angara.
Nasce dalla confluenza dei due rami sorgentiferi Samarta e Ulzyta, sul versante settentrionale dei monti Saiani Orientali; scorre con direzione mediamente nord-orientale confluendo nell'Angara nel suo alto corso, in corrispondenza della grossa città industriale di Angarsk.  Il fiume ha una lunghezza di 316 km; l'area del suo bacino è di 9 190 km². Il suo maggior affluente (da destra) è il Tojsuk (lungo 101 km).
Il Kitoj è gelato, mediamente, dai primi di novembre alla fine di aprile; oltre ad Angarsk, non tocca altri centri urbani di rilievo.